# Get Dead
Get Dead és un grup de punk rock estatunidenc de la badia de San Francisco. Es va formar el 2007 i aviat van ser fitxats per Fat Mike de NOFX i van signar amb el seu segell, Fat Wreck Chords.
Get Dead va llançar el primer àlbum, Bad News (2013), amb Fat Wreck Chords. El seu següent àlbum va ser Honesty Lives Elsewhere (2016) i va comptar amb col·laboracions de membres de bandes com Lagwagon, toyGuitar i Old Man Markley.

## Discografia
- Get Dead (EP, 2009)
- Letters Home (2009)
- Tall Cans and Loose Ends (2012)
- Bad News (2013)
- Bygones (EP, 2014)
- Honesty Lives Elsewhere (2016)
- Dancing with the Curse (2020)